# Республіка ШКІД (повість)
«Респу́бліка ШКІД» (рос. Республика ШКИД) — пригодницька, почасти автобіографічна, дитяча повість Григорія Білих і Олексія Пантелеєва, яка була видана 1927 року.

## Історія написання
Написана в 1926 році і опублікована в 1927-му, повість «Республіка ШКІД» розповідала про життя безпритульних підлітків, що з різних причин опинилися в Школі Соціально-Трудового Виховання імені Достоєвського (Шкід), створеній в 1920 році з педагогом Віктором Миколайовичем Сорока-Росинським, якого вихованці, цілком у дусі того часу, скоротили до Вікніксора.
Персонажі, прототипами яких стали самі автори, мають у повісті імена Григорій Черних (прізвисько — Янкель) та Олексій Пантєлєєв (Льонька).

## Екранізація
Повість була покладена в основу сценарію однойменного фільму. 

## Деякі видання
- Москва, Музика, 1981. 296 сторінок. Наклад 150 000 (російською мовою).
- Київ, Видавництво: Молодь, 345 сторінок, переклад з російської: Василь Бевза.